# Florentina de Cartagena
Florentina fue una abadesa nacida en Cartagena en el siglo VI y que desarrolló su vida religiosa como fundadora de monasterios. Hija de un noble hispanorromano, fue la tercera de cinco hermanos, cuatro de los cuales (entre ellos Florentina) son considerados santos por la Iglesia católica. Los otros hermanos canonizados son San Isidoro, San Leandro y San Fulgencio. Todos ellos son conocidos como los Cuatro Santos de Cartagena.

## Biografía
En la Cartagena visigoda del siglo VI y más concretamente durante el Reinado Arriano de Toledo vivió un destacado noble, Severiano o Severino (su padre), al cual se le adjudica el título de dux (si bien su hermano Isidoro menciona que era simplemente un ciudadano), casado con Teodora o Túrtura (su madre). Allí nacerían sus cinco hijos: Leandro, Fulgencio, Florentina, Isidoro y Teodosia.
A mediados de siglo se trasladan a Sevilla, donde San Leandro y San Isidoro llegan a ser arzobispos y donde San Fulgencio es Obispo de Écija y de Cartagena
Al ser mujer, la vida religiosa de Santa Florentina no puede ser similar a la de sus hermanos, y así se recluiría en un monasterio de San Benito, que unos ubican cerca de la localidad sevillana de Écija y otros en Talavera de la Reina. Considerada una mujer de gran cultura, fundaría más de cuarenta monasterios, siguiendo la Regla escrita para ella por su hermano San Leandro. Si bien algunas interpretaciones ven en este texto no una regla monástica propiamente, sino un simple elogio de la virginidad.

## Culto
La festividad de Santa Florentina se celebra el 20 de junio, aunque en Plasencia, donde reposan sus reliquias, se celebra el 14 de marzo.
La mayor parte de sus restos mortales descansan en la parroquia de Berzocana de la Diócesis de Plasencia, aunque también se conservan reliquias de la santa en una urna de plata, expuesta en el altar mayor de la Catedral de Murcia.
Recibe especial veneración en una localidad del Campo de Cartagena, La Palma y en Écija (Sevilla) donde es copatrona de la ciudad junto a la Virgen del Valle, imagen que ella y su hermano  San Fulgencio dieron culto en dicha ciudad. 

### Representaciones artísticas
Las representaciones de los Cuatro Santos tanto en pintura como en escultura han sido un común en Cartagena a lo largo de los siglos. Aunque muchas fueron destruidas durante la Guerra Civil en 1936, se salvó alguna de las más significativas, como las esculturas realizadas por Francisco Salzillo en 1755.
En el municipio de Canet de Mar (Barcelona) se encuentra el Castillo de Santa Florentina, levantado en el siglo XI y ampliado y reformado en 1910 por el arquitecto modernista Lluís Domènech i Montaner.
En Écija hay un convento en su nombre (Convento de Santa Florentina).
La Catedral de Campana (Buenos Aires, Argentina), es la única en el mundo que tiene como Patrona a esta Santa. En ella se encuentra un mural realizado por Raúl Soldi.
En la Iglesia Criptal se encuentra una pintura en la que se puede apreciar un retrato de Santa Florentina con sus hermanos, con la ciudad de Campana y sus principales referentes de fondo.